# Kościół św. Marcina w Pawłowie
Kościół św. Marcina w Pawłowie – drewniana świątynia w Pawłowie w powiecie gnieźnieńskim. 
Kościół wzniesiono w 1762 roku. Jest to budowla orientowana, jednonawowa, konstrukcji zrębowej. Od zachodu dobudowana wieża, natomiast kaplicę dobudowano od strony południowej. Dach dwuspadowy, z sygnaturką, kryty gontem. Kaplica i wieża zostały dobudowane w latach 1928–1932. W latach 2002-2003 świątynia była remontowana - dachówki zostały wymienione na gont. Do wyposażenia świątyni należą ołtarz główny i dwa ołtarze boczne pochodzące z XVIII wieku i przebudowane w 1856 roku. W prezbiterium jest umieszczona późnogotycka płaskorzeźba Rodzina Najświętszej Maryi Panny pochodząca z 1 połowy XVI wieku. Rzeźby biskupów oraz krucyfiks pochodzą z XVIII wieku.

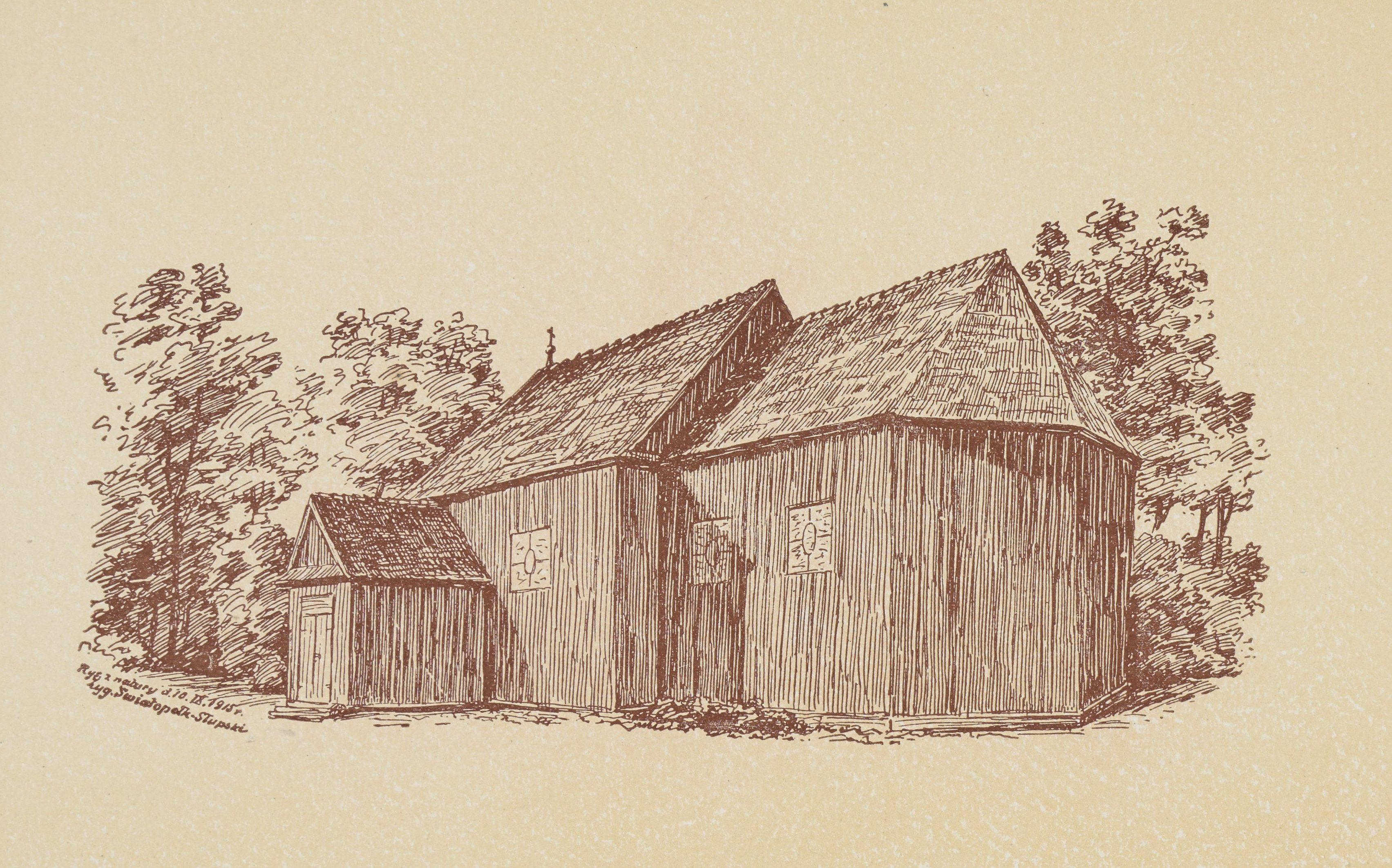
Widok kościoła przed 1917